# 李梓源
李梓源（1944年4月—），山东淄博人，中国陶瓷艺术家，1982年晋升工艺美术师，1982年被山东省委、 省政府授予劳动模范。李梓源的作品自1979年以来有114件作品作为国家礼品赠送于美国、日本、意大利、捷克、西德、泰国、香港、朝鲜和联合国等国家和地区的领导人和友好人士。

## 生平
李梓源1944年出生于山东淄博，为家中三子，有兄弟姐妹九人，在家中排行老五。幼年成绩优异，喜爱绘画。求学期间，在外祖父的影响下，经常和同学们一起参加学校里组织的美术小组，希望在将来能够成为一名画家。1962年毕业于山东淄博陶瓷工业学校美术专业，师从著名画家李左泉。毕业后就职于淄博瓷厂。1982年8月，晋升工艺美术师。1984年10月，加入九三学社。1985年，创办淄博市工艺美术研究所，任所长。1992年，被山东省工艺美术协会授予山东省工艺美术大师称号，同年被国务院批准享受政府特殊津贴。1994年，创办李梓源艺术中心，1999年，创办李梓源艺术学校，任校长。2003年，任山东理工大学、山东工艺美院兼职教授，同年在中国轻工业联合会和中国陶瓷工业协会举办的第一届中国陶瓷艺术大师评选中被被授予"中国陶瓷艺术大师"称号。成功举办2008，2010中国（淄博）国际陶瓷艺术研讨会。组织成立了“淄博市陶瓷艺术协会”。尊师带徒，学生遍布省内外。是中国刻瓷艺术的代表人物之一。

## 评价
李梓源功于陶瓷美术、绘画、书法、篆刻，优精刻瓷艺术，集前人之大成，用镌刻和钻刻两种手法，熔绘画、书法、篆刻为一炉，使之既有中国画笔墨神韵，又有浓厚的金石趣味，形成了古朴、典雅、简洁、庄重的艺术风格，是山东刻瓷艺术流派的代表人物。李梓源的作品在海内外享有很高的声誉。自1979年获得省级奖四次，获得国家奖两次，先后参加了在美国、日本、香港、墨西哥、阿尔及利亚、加拿大、泰国、德国、瑞士等国家和地区的展览。1982年赴德国慕尼黑第34届手工艺国际博览会，获得该博览会金质奖章和最佳成就者称号，这是中华人民共和国自1949年建国以来陶瓷工艺品在国际上获得的第一枚金牌和第一个被授予最佳成就者称号。1988年再应施特劳斯州长邀请，参加了德国慕尼黑第40届手工艺国际博览会国外特别展览．并获得巴伐利亚州州长奖金，受到了施特劳斯的接见。先后被授予山东省劳动模范，山东省第一、四批专业技术拔尖人才，山东省工艺美术大师，中国陶瓷艺术大师称号。

## 荣誉成就
1982年，《鲁青瓷五头刻瓷文具》获得西国慕尼黑第34届手工艺品国际博览会金质奖章和“最佳成就者”称号。这是建国以来我国陶瓷工艺品在国际上获得的第一枚金牌和第一个被授予最佳成就者称号的陶瓷艺人；被山东省政府授予山东省劳动模范；

1985年，受到经贸部表彰，10月，被授予淄博市优秀知识分子称号；

1988年，晋升称号高级工艺美术师，被评为山东省首批专业技术拔尖人才；再应德国巴伐利亚州州长的邀请，参加了第四十届手工艺国际博览会并受到了施特劳斯的接见，获德国巴伐利亚州州长奖金；

1992年，被授予山东省工艺美术大师称号，同年被国务院批准享受政府特殊津贴；

1994年，被评为山东省第四批专业技术拔尖人才；

1988年，晋升高级工艺美术师；

2003年，被授予"中国陶瓷艺术大师"称号；

## 作品
《鲁青瓷五头刻瓷工具》（德国慕尼黑第34届手工艺国际博览会金质奖章作品）

《芭蕉小鸟》

《李清照》

《宝琴赏梅》

《出游图》

《孙中山》

《冰心》

《麗人行》